# Południowa Afryka na Zimowych Igrzyskach Olimpijskich Młodzieży 2012
Republikę Południowej Afryki na Zimowych Igrzyskach Olimpijskich Młodzieży 2012, które odbywały się w Innsbrucku, reprezentował 1 zawodnikSouth Africa at the 2012 Winter Youth Olympics [online], Olympedia [dostęp 2023-06-18] (ang.)..
Szefem misji była Chantelle Jardim.

## Skład reprezentacji Republiki Południowej Afryki

### Narciarstwo alpejskie
Chłopcy
| Zawodnik      | Konkurencja     | Wyniki  | Wyniki  | Wyniki  | Wyniki  |
| Zawodnik      | Konkurencja     | Runda 1 | Runda 2 | Razem   | Miejsce |
| ------------- | --------------- | ------- | ------- | ------- | ------- |
| Sive Speelman | Slalom          | 53.13   | 52.04   | 1:45.17 | 32.     |
| Sive Speelman | Slalom gigant   | 1:08.96 | 1:03.25 | 2:12.21 | 35.     |
| Sive Speelman | Supergigant     |         |         | 1:18.31 | 41.     |
| Sive Speelman | Superkombinacja | 1:18.22 | 58.10   | 2:16.32 | 33.     |